# Central térmica de Tahaddart

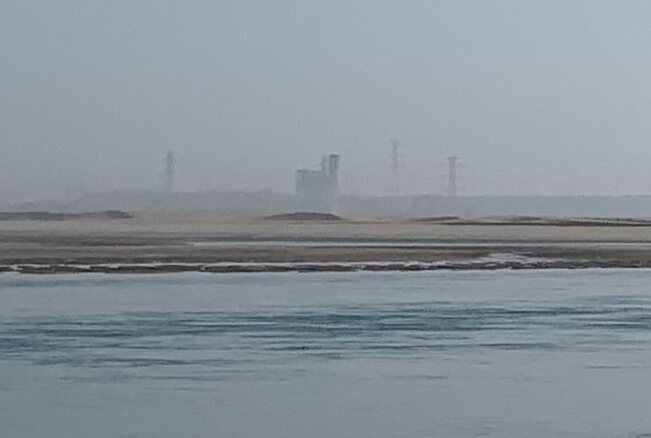
Central térmica de Tahaddart en 2022

La central de Tahaddart es una central térmica situada 10 km al norte de la villa de Asilah. Es la primera de ciclo combinado construida en Marruecos y la más competitiva del parque de generación del país.
La central tiene una potencia instalada de 384 MW y produce alrededor de 3.000 GWh anuales, lo que representa el 18% del total de producción térmica nacional. Cubre el 10% de la demanda eléctrica del país alauí y supone unos 40 empleos directos y unos 50 indirectos.

## Historia
Fue inaugurada en enero de 2005 por Mohamed VI, Rey de Marruecos, con ocasión de la visita del Rey de España, Juan Carlos I, al reino alauí.
La central fue adjudicada a la sociedad Energie Electrique de Tahaddart, integrada por la empresa nacional marroquí ONE, por Endesa y por Siemens. Supuso una inversión total de 284 millones de euros.
Mediante un contrato de compra-venta de energía, la empresa ONE garantiza la compra de toda la potencia y energía asociada disponible de la instalación durante 20 años. Endesa asume la presidencia y la dirección general de la sociedad que gestiona la planta.
La central de ciclo combinado está compuesta fundamentalmente por una turbina de gas con una potencia de 265,74 MW y una turbina de vapor de 120 MW de potencia, fabricadas por Siemens, una caldera de recuperación con tres niveles de presión, un condensador enfriado en circuito cerrado a través de torres de refrigeración semihúmeda con aportación de agua del río Tahaddart y un alternador de 463 MVA refrigerado con hidrógeno. 
La central eléctrica funciona con Gas Natural, lo que le permite emitir seis veces menos cantidad de dióxido de nitrógeno y un tercio menos de dióxido de carbono que una central térmica de carbón convencional. El medio ambiente y el impacto ecológico constituyen una preocupación permanente, ya desde el planteamiento del proyecto, antes incluso de la construcción de la central. De hecho, para garantizar la conservación del medio ambiente existente, se ha desarrollado un proyecto de integración de la central en el paisaje, plantando más de 7.000 árboles (eucaliptos, acacias y casuarinas) en una superficie total de 16.000 m² a lo largo de la carretera nacional, 6.000 m² al sur del emplazamiento, 4.000 m² a lo largo del arroyo Tahaddart.
Desde su puesta en marcha en 2005 siempre ha logrado un índice de disponibilidad muy elevado. De hecho, en 2009 ha alcanzado tasas mensuales superiores en algunos casos al 99% y una disponibilidad media a lo largo del año del 96,4%, con 8.440 horas de funcionamiento. Unos índices de disponibilidad, que son los más altos del país y también de los más elevados que registra una central de estas características dentro del parque de generación de Endesa.
El proyecto respeta además las normas ambientales del Banco Mundial en lo que respecta a la calidad del aire, la calidad de los efluentes líquidos y el nivel de ruido.
Posee la certificación ISO 14001, etiqueta de buena gestión ambiental.